# Hermann Falcke

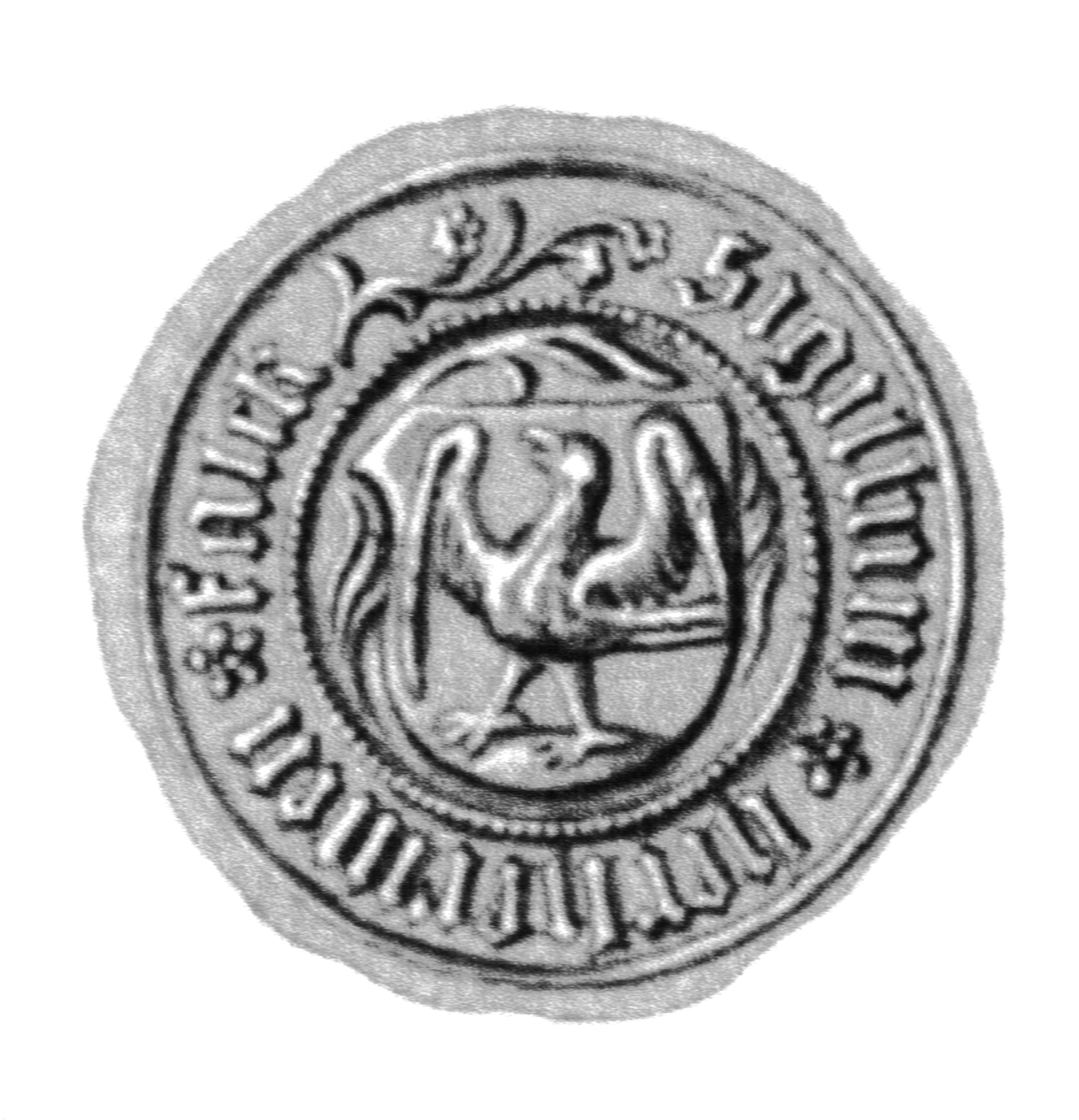
Siegel des Hermann Falcke (um 1529)

Hermann Falcke († 1530 in Lübeck) war ein Bürgermeister der Hansestadt Lübeck. Bekannt wurde er als langjähriger Befehlshaber der Lübecker Flotte.

## Leben
Hermann Falcke wurde 1509 in den Rat der Stadt gewählt. Er war im Frühjahr 1510 unter dem Ratsherrn Hermann Messmann, im Sommer 1510 unter dem Ratsherrn Berend Bomhover und 1511 mit dem Ratsherrn Fritz Grawert Befehlshaber der Lübecker Flotte im Krieg gegen Dänemark. Dieser Seekrieg wurde durch den Frieden von Malmö (1512) beendet. In den Seeschlachten bei Bornholm und vor Hela führte er 1522 die Lübecker Flotte gemeinsam mit dem Ratsherrn Joachim Gercken gegen die dänische Flotte unter Søren Norby zum Sieg.
Hermann Falcke bewohnte in Lübeck das Haus Breite Straße 33. Sein Sohn Hermann Falke wurde in Lübeck ebenfalls Bürgermeister.